# Андинг, Карола
Карола Андинг (нем. Carola Anding; 29 декабря 1960 года, Струт-Хелмерсхоф) — восточногерманская лыжница, олимпийская чемпионка, призёрка чемпионата мира. Жена известного биатлониста Маттиаса Якоба.

## Карьера
В Кубке мира Андинг дебютировала в 1982 году, тогда же впервые попала в десятку лучших на этапе Кубка мира. Всего имеет на своём счету 2 попадания в десятку лучших на этапах Кубка мира. Лучшим достижением Андинг в общем итоговом зачёте Кубка мира является 26-е место в сезоне 1983/84.
На Олимпийских играх 1980 года в Лейк-Плэсиде, завоевала золотую медаль в эстафете, кроме того бала 12-й в гонке на 10 км.
На Олимпийских играх 1984 года в Сараево, заняла 21-е место в гонке на 5 км, 24-е место в гонке на 10 км, 30-е место в гонке на 20 км и 8-е место в эстафете.
На чемпионате мира-1982 в Осло завоевала бронзовую медаль в эстафетной гонке.